# Eisenbahnbrücke bei Valenza
Die Eisenbahnbrücke bei Valenza führt die Bahnstrecke Alessandria–Novara–Arona und die später angebaute Strada statale 494 Vigevanese rund 4 km nördlich der oberitalienischen Stadt Valenza über den Po.

## Beschreibung
Die zwischen 1847 und 1850 gebaute Steinbogenbrücke war bei ihrer Fertigstellung neben der vergleichsweise kleinen Steinbogenbrücke in Moncalieri nahe Turin die einzige Eisenbahnbrücke über den Po. Sie wurde damals auch Ponte di Ferro genannt nach dem eisernen Verkehrsweg, den sie trug und der damals eine Neuheit war gegenüber den ungepflasterten Straßen. Der Name hat sich bis heute erhalten und wird in verschiedenen Beschreibungen verwendet.
Die zweigleisige, 507 m lange Ziegelstein-Brücke hat 21 Segmentbögen, die von zwei Trennpfeilern in drei Gruppen von je 7 Bögen unterteilt werden. Zwischen 1887 und 1890 wurde an ihrer Südseite eine Brücke für eine Straße angebaut, die heute zwei Fahrspuren, aber keine Gehwege hat. Seitdem ist die Brücke rund 17 m breit.

## Geschichte
Carlo Alberto, König von Sardinien-Piemont, hatte mit Patent vom 13. Februar 1845 die zukünftigen Eisenbahnen festgelegt, darunter den Streckenabschnitt Alessandria–Mortara mit eine Po-Querung bei Valenza, um Genua mit Novara und Arona zu verbinden und eine weitere Strecke über Locarno und Basel in das Rheintal zu ermöglichen.
Am 11. September 1847 fand die Grundsteinlegung in Anwesenheit des Königs statt. Der auf zwei Jahre veranschlagte Bau verzögerte sich jedoch durch den Ersten Italienischen Unabhängigkeitskrieg, so dass die Brücke erst 1850 fertiggestellt wurde. Wegen der gespannten Situation wurde die Strecke Alessandria–Mortara mit der Brücke erst am 5. Juni 1854 offiziell eröffnet, Novara wurde im darauffolgenden Monat erreicht und die Strecke bis Arona am 14. Juni 1855 eröffnet.
Im Zweiten Unabhängigkeitskrieg (1859) wurden Truppen zum ersten Mal in der Eisenbahngeschichte mit der Bahn transportiert. Die Brücke wurde daraufhin zur Frontlinie; am 7. Mai 1859 wurden zwei Bögen von den Österreichern gesprengt.
1887 wurde der Unterhalt der Schiffbrücke vor Valenza, über die schon seit römischen Zeiten der Verkehr gelaufen war, zu teuer. Man beschloss daher, an die Eisenbahnbrücke eine Straßenbrücke anzubauen, die 1890 fertig wurde.
1945, am Ende des Zweiten Weltkrieges, wurde die Brücke durch Bomben der Alliierten völlig zerstört. Beim Wiederaufbau spülte ein plötzliches Hochwasser 1947 die begonnenen Arbeiten samt der Baustelleneinrichtung weg, aber 1950 war die Brücke wieder hergestellt. 1960 wurde die Bahnstrecke elektrifiziert.